# Raiffeisenbank in Rheinhessen
Die Raiffeisenbank in Rheinhessen eG ist eine regional tätige Genossenschaftsbank mit Sitz in der rheinland-pfälzischen Landeshauptstadt Mainz.

## Geschichte
Die Raiffeisenbank in Rheinhessen wurde am 8. Februar 1896 als Spar- und Darlehenskasse eingetragene Genossenschaft mit unbeschränkter Haftpflicht im Lokal von August Heim ("Zur Heimburg") in der Hauptstraße 117 in Mombach gegründet.
Die Gründungsmitglieder waren 16 Personen aus allen Bevölkerungsschichten.
Am 25. April 1921 wurde die Genossenschaft in eine solche mit beschränkter Haftpflicht umgewandelt. Infolgedessen wurde der Name am 30. April 1922 in Mombacher Sparkasse e.G.m.b.H. geändert. Schon 1923 konnten Frauen, die Mitglieder waren, stimmberechtigt an der Generalversammlung teilnehmen. Am 20. März 1941 erhält das Institut den Namen "Genossenschaftsbank" (in Orientierung an dem Reichsgesetz für Erwerbs- und Wirtschafts-
genossenschaften). Am 28. November 1990 wurde die Bank aus pragmatischen Gründen in "Genobank Mainz eG" umbenannt. Im Jahr 2024 fusionierte die Genobank Mainz eG mit der VR Bank Alzey-Land-Schwabenheim eG zur Raiffeisenbank in Rheinhessen eG.

## Rechtsverhältnisse
Die Raiffeisenbank in Rheinhessen eG ist im Genossenschaftsregister beim Amtsgericht Mainz unter GnR 242 eingetragen.

## Organisationsstruktur
Rechtsgrundlagen sind das Genossenschaftsgesetz und die durch die Generalversammlung beschlossene Satzung. Organe der Bank sind der Vorstand, der Aufsichtsrat und die Generalversammlung.

## Sicherungseinrichtung
Die Raiffeisenbank in Rheinhessen eG ist der amtlich anerkannten Sicherungseinrichtung des Bundesverbandes der Deutschen Volksbanken und Raiffeisenbanken GmbH und der zusätzlichen freiwilligen Sicherungseinrichtung des Bundesverbandes der Deutschen Volksbanken und Raiffeisenbanken e.V. angeschlossen.

## Geschäftsausrichtung
Die Raiffeisenbank in Rheinhessen eG betreibt das Universalbankgeschäft. Im Verbundgeschäft arbeitet sie mit der DZ Bank, R+V Versicherung, Bausparkasse Schwäbisch Hall, Teambank, VR Leasing, DZ Hyp und der Union Investment zusammen.